# アルコス・デ・ラ・フロンテーラ
アルコス・デ・ラ・フロンテーラ（Arcos de la Frontera）は、スペイン・アンダルシア州カディス県のムニシピオ（基礎自治体）。名前は「国境のアーチ」の意。

## 概要
グアダレーテ川右岸に位置する。砂岩の尾根の上に広がる市街からは、グアダレーテ川を見渡すことができる。
カディス県の他の自治体と同じように、先史時代から人が定住していた。ローマ人は別荘をつくった。アラブ人はさらに顕著な存在であった。彼らは町の通り、軍事要塞、市壁といった構成を組み立てたのである。ウマイヤ朝の属州期（711年-757年）には、シドニアのクーラ（スペイン語: Cora (división territorial)）（郡に相当）に属した。11世紀には後ウマイヤ朝の崩壊後タイファ（ベルベル人系）として独立。ムラービト朝・ムワッヒド朝の支配を経て、13世紀、カスティーリャ王アルフォンソ10世のアンダルシア遠征の際征服された。
後に市壁は拡張され、カトリックの修道会が15世紀から18世紀までやってきて町へ定着した。
現在、アルコス・デ・ラ・フロンテーラは、歴史保存地区に指定されたプエブロス・ブランコス街道、白い町の街道）の玄関口となっている。それらの壮大な景観とともにカディス県有数の観光地となっている。自治体の主な収入源は観光である。

## 人口
| アルコス・デ・ラ・フロンテーラの人口推移 1900－2010     |
|                                                         |
| 出典:INE（スペイン国立統計局）1900年 - 1991年、1996年 - |

## 政治
自治体首長はアンダルシーア国民党（Partido Popular Andaluz、略称PP-A）のホセ・ルイス・ヌーニェス・オルドニェス（José Luis Núñez Ordóñez）で、自治体評議員は、アンダルシーア国民党：7、A.I.PRO（Alternativa Independiente - Progresistas）：7、アンダルシーア社会労働党（Partido Socialista Obrero Español de Andalucía、PSOE-A）：7となっている（2011年5月22日の自治体選挙結果、得票順）。
| 1999年6月13日自治体選挙 |        |        |          |
| 政党                    | 得票数 | 得票率 | 獲得議席 |
| PP-A                    | 7,850  | 52.07% | 12       |
| PSOE-A                  | 5,889  | 39.06% | 9        |
| IULV-CA                 | 675    | 4.48%  | 0        |
| PA                      | 589    | 3.91%  | 0        |

| 2003年5月25日自治体選挙 |        |        |          |
| 政党                    | 得票数 | 得票率 | 獲得議席 |
| PP-A                    | 6,876  | 43.58% | 10       |
| PSOE-A                  | 6,184  | 39.19% | 9        |
| IULV-CA                 | 1,397  | 8.85%  | 2        |
| A.I.PRO                 | 649    | 4.11%  | 0        |
| PA                      | 398    | 2.52%  | 0        |
| PSA                     | 190    | 1.20%  | 0        |

| 2007年5月27日自治体選挙 |        |        |          |
| 政党                    | 得票数 | 得票率 | 獲得議席 |
| PSOE-A                  | 7,096  | 46.14% | 11       |
| PP-A                    | 5,255  | 34.17% | 8        |
| AIPRO-PSA               | 1,719  | 11.18% | 2        |
| PA                      | 642    | 4.17%  | 0        |
| IULV-CA                 | 492    | 3.20%  | 0        |

| 2011年5月22日自治体選挙 |        |        |          |
| 政党                    | 得票数 | 得票率 | 獲得議席 |
| PP-A                    | 5,070  | 30.78% | 7        |
| A.I.PRO                 | 4,528  | 27.49% | 7        |
| PSOE-A                  | 4,501  | 27.33% | 7        |
| PARTIDO VEN-T           | 822    | 4.99%  | 0        |
| IULV-CA                 | 581    | 3.53%  | 0        |
| CENB                    | 456    | 2.77%  | 0        |
| PA-EP-And               | 321    | 1,95%  | 0        |

### 司法行政
アルコス・デ・ラ・フロンテーラはアルコス・デ・ラ・フロンテーラ司法管轄区に属し、同管轄区の中心自治体である。

## ギャラリー

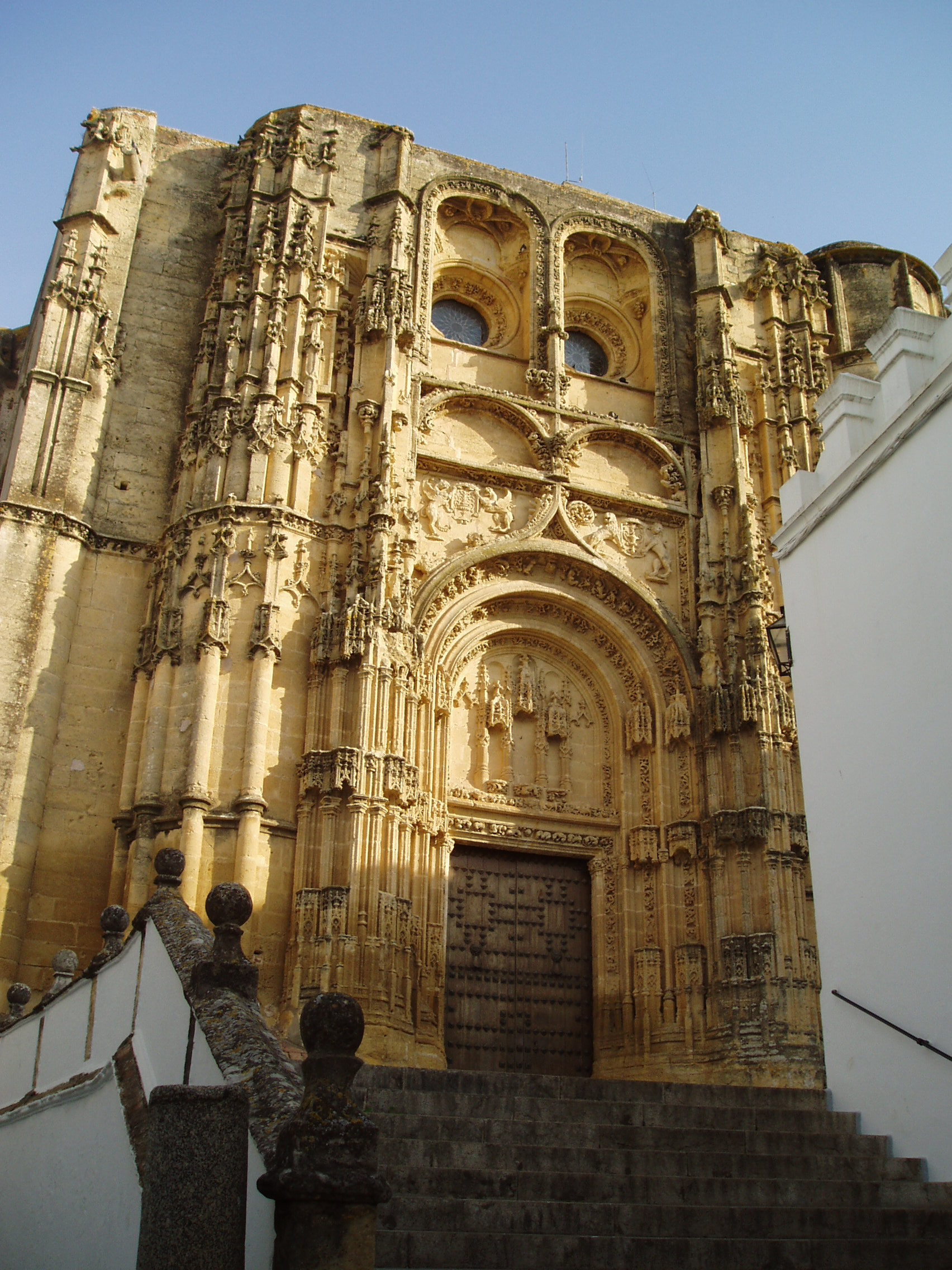
サンタ・マリーア・デ・ラ・アスンシオン聖堂
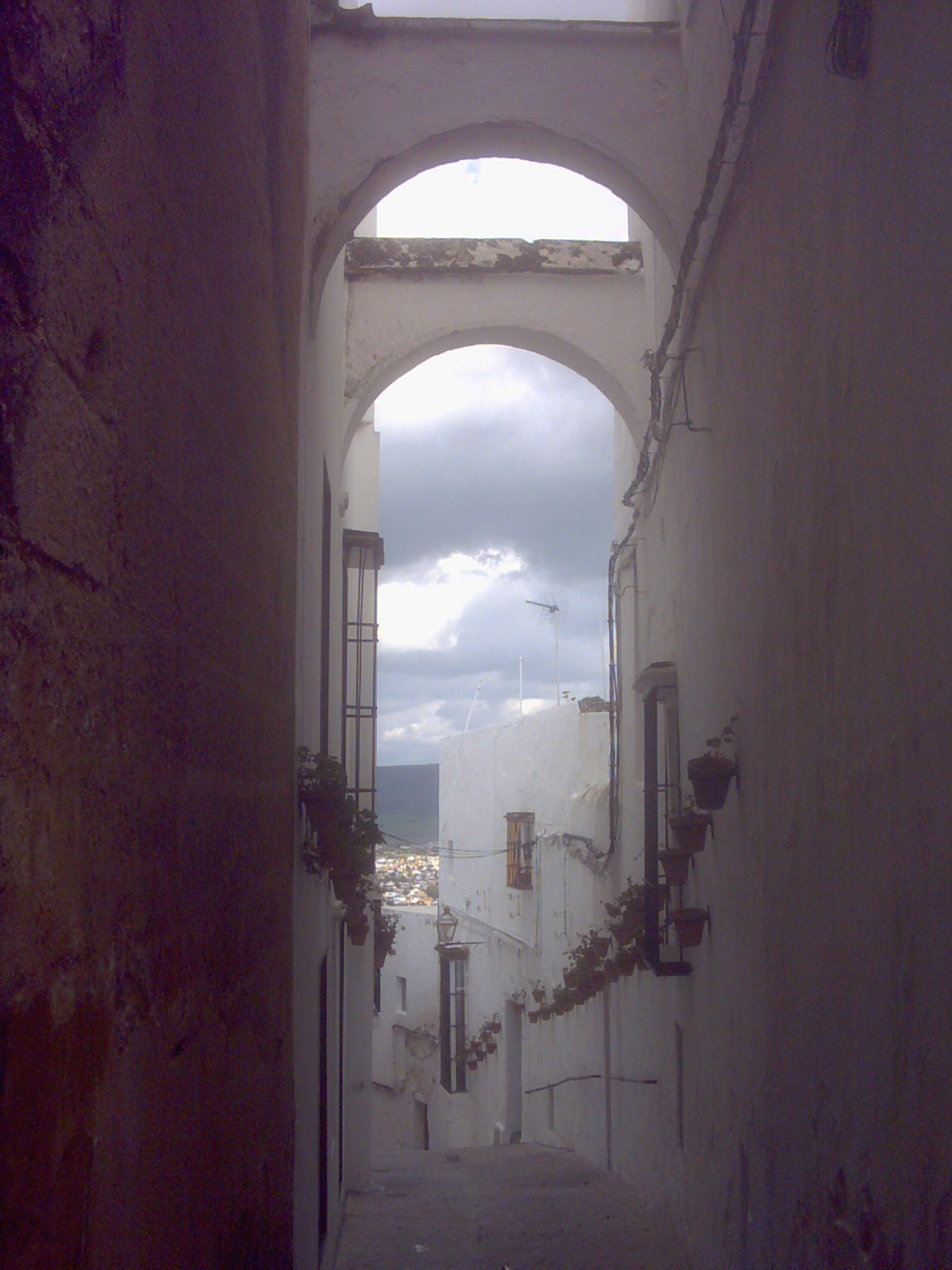
市街の狭い通り
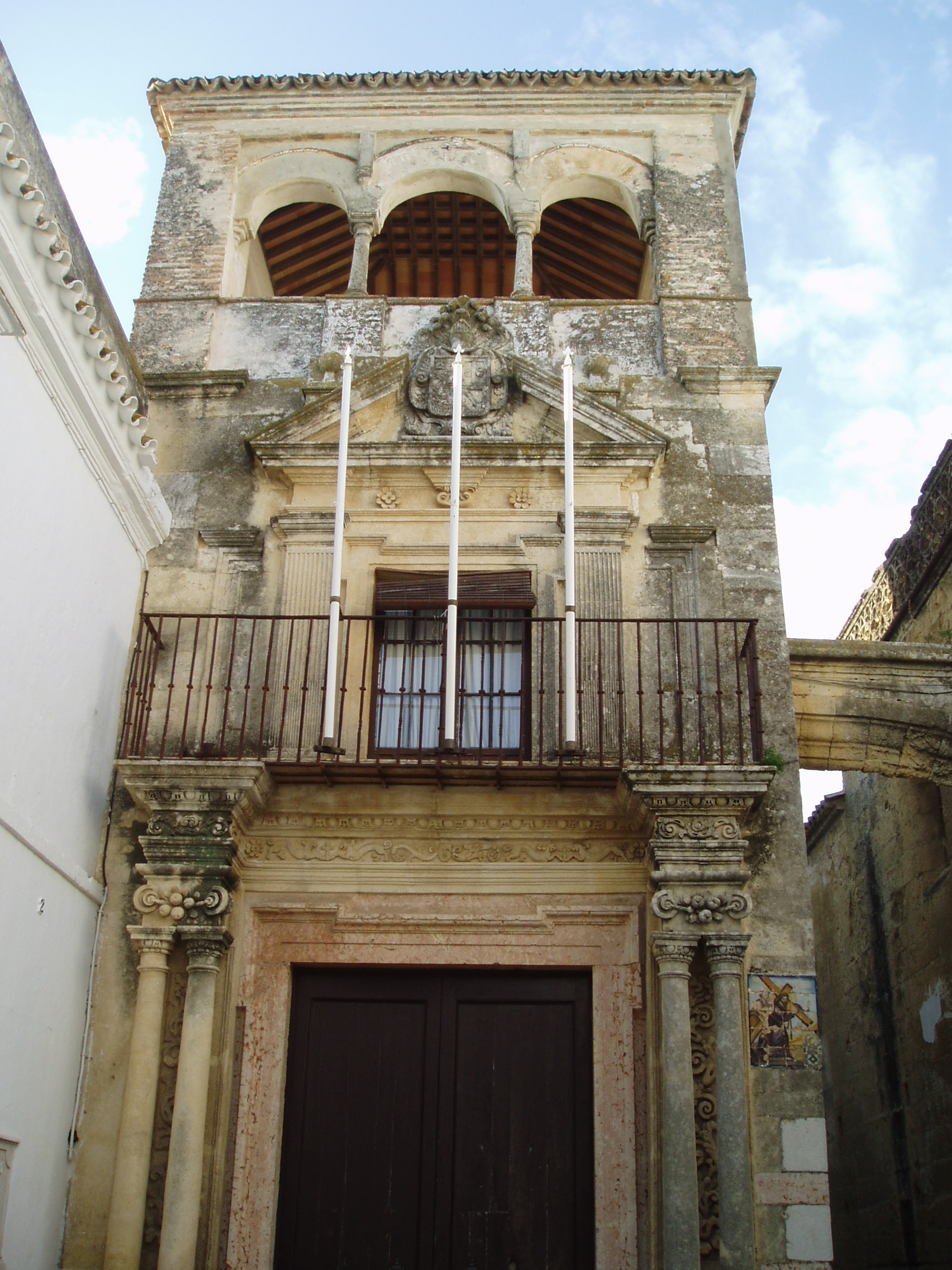
古い邸宅